# Two Kinds of Love (film)
Two Kinds of Love er en amerikansk stumfilm fra 1920 af B. Reeves Eason.

## Medvirkende
- George A. McDaniel som Mason
- Ted Brooks som Fred Watson
- Jimsy Maye som Kate Watson
- B. Reeves Eason Jr. som Bobby Watson
- B. Reeves Eason som Dorgan
- Fontaine La Rue som Sita
- Charles Newton som Jim Morley